# 鳥取県教育委員会
鳥取県教育委員会（とっとりけんきょういくいいんかい）は、鳥取県の教育委員会である。

## 概要
鳥取県の教育に関する事務を所掌する行政委員会であり、6人の委員で構成される。2019年4月現在の教育長は、山本仁志。近年は、学力向上などに努めている。
広義では執行機関である教育委員会事務局を含めて、教育委員会と呼ぶこともある。
2009年2月、特例を除いて学校への携帯電話持ち込みを禁止する教育長メッセージを発した。2014年1月31日、米子市小中PTA連合会（市内35校）が、児童・生徒がトラブルに巻き込まれる危険をなくそうと「小中学生には携帯電話、スマートフォンは持たせません」（塾や部活動で遅くなる場合に必要であるという意見に配慮して禁止ではなく、使用する際のルール作りの推奨も含んでいる。）とアピールを始めたことについて、歓迎したいとコメントした。

## 組織
- 教育総務課
- 教育環境課
- 小中学校課
- 特別支援教育課
- いじめ・不登校総合対策センター
- 教育センター
- 高等学校課
- 社会教育課
- 図書館
- 人権教育課
- 文化財課
- 博物館
- 体育保健課

## 所在地
- 〒680-8570　鳥取市東町1丁目271番地

## 歴代教育長
- 藤井喜臣

## 市町村教育委員会
- 鳥取市教育委員会

## 参考・外部リンク
- 鳥取県教育委員会